# Biocenoza
Biocenoza (iz grčkog bios = život i koinós = zajedno) je zajednica organizama različitih vrsta biljaka, životinja, gljiva i mikroorganizama u jednom ograničenom životnom prostoru (biotop). Biocenoza i biotop zajedno tvore ekosustav.
Organizmi jedne životne zajednice nalaze se između sebe u brojnim međuodnosima, na njih utječu abiotički faktori a oni opet povratno utječu na te abiotične faktore (biocenozne veze). 
Ove međusobne odnose proučava biocenozologija, jedna poddisciplina ekologije.
Pojam biocenoza ili životna zajednica u znanost je uveo Karl August Möbius 1877. kad je proučavajući organizme koji su zajedno živjeli na jednoj stijeni s kamenicama tako nazvao ovu zajednicu.

## Karakteriziranje biocenoze
Biocenoze se, već prema težištu promatranja, mogu karakterizirati na temelju različitih taksa:
- Fitocenoza (biljna zajednica) je tipična kombinacija različitih vrsta biljki koje imaju slične ili iste zahtjeve odnosno potrebe u staništu (primjer: zajednica stjenovitog obronka u visokom gorju).
- Zoocenoza (životinjska zajednica) je zajednica životinja koje su tipične za određeni biotop (primjer: zajednica životinja u krateru Ngorongoro).
- Mikrobiocenoza (zajednica mikroba) je ukupnost mikroorganizama koji žive u jednom mikrohabitatu. Pri tome potrebe i putovi razmjene materije pojedinih vrsta mogu biti vrlo različiti, tako da produkt metabolizma jedne vrste može biti supstrat druge vrste mikroorganizama.

Vrste u jednoj biocenozi zaposjedaju različite ekološke niše.

## Uzajamno djelovanje živih bića
Razlikuje se uzajamno djelovanje između pojedinih pripadnika iste vrste i između različitih vrsta. Može se dogoditi i na biljkama iste vrste.[nedostaje izvor]